# Podspády

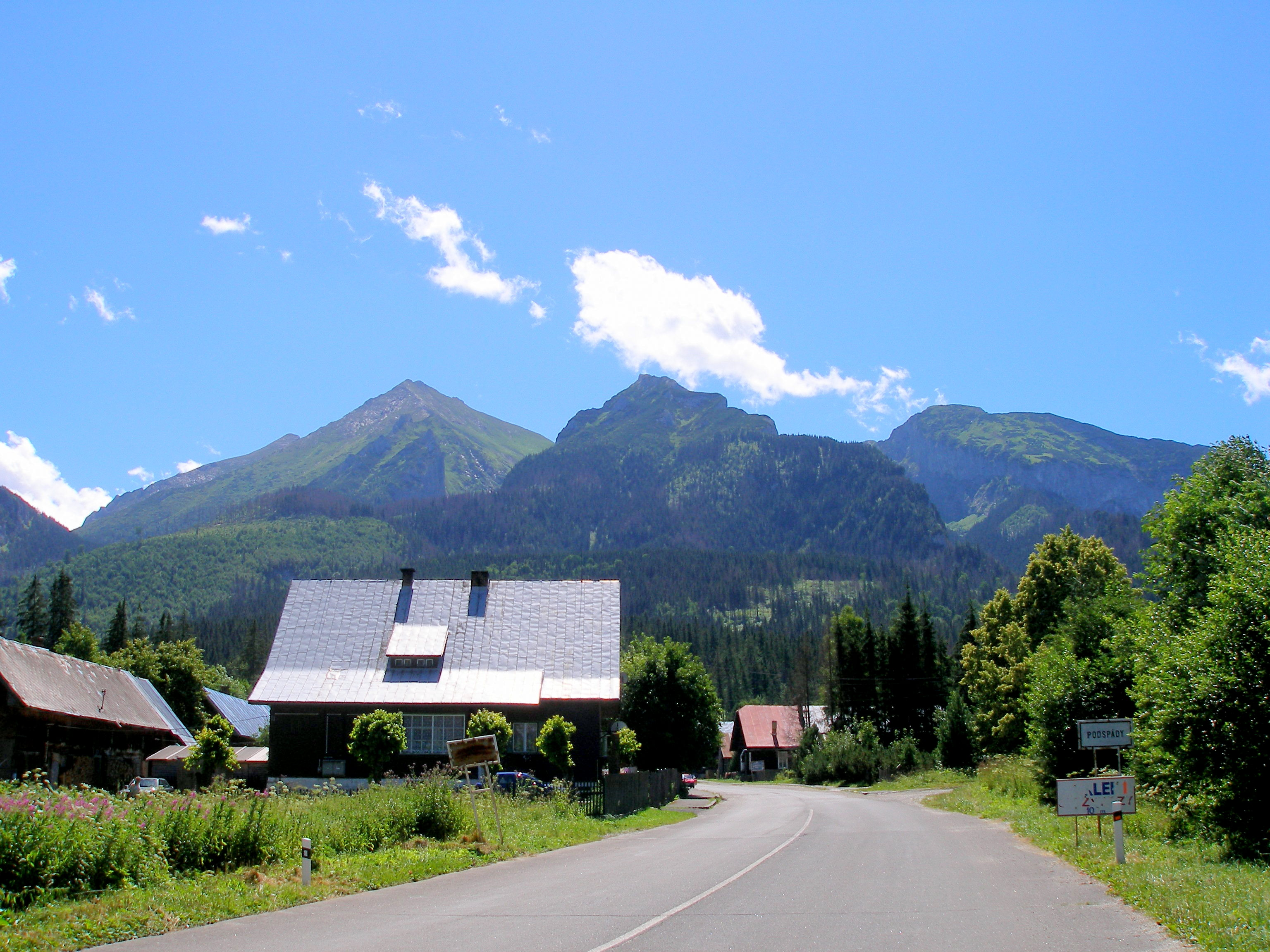
Podspády, mit dem Hauptkamm der Belaer Tatra im Hintergrund

Podspády (deutsch Fluder oder Rausch[en], ungarisch Zúgó, polnisch Podspady) ist ein Ortsteil von Tatranská Javorina im Okres Poprad (Prešovský kraj) in der Slowakei, am linken Ufer des Bachs Javorinka (deutsch Uhrnbach), zwischen den Gebirgen Belianske Tatry (deutsch Belaer Tatra) und Zipser Magura. Das Ortszentrum liegt auf einer Höhe von 920 m n.m.
Der Ort entstand gegen Mitte des 19. Jahrhunderts aus einem Forsthaus der Familie Horváth. Kurz darauf wurde eine Säge gegründet, die 1922 mit dem Ort Lendak über eine 13 km langen Güterseilbahn verbunden wurde. 1940 wurde sie wegen technischer Veralterung sowie verbesserter Straßenverbindungen abgetragen. Heute stehen hier Forstgebäude des Tatra-Nationalparks und einige Häuser.
Podspády erhielt seinen Namen nach der Lage unter den Hängen der umliegenden Berge. Die ungarischen und alternativen deutschen Namen sind hingegen von den „rauschenden“ Bächen und Wäldern abgeleitet. Der Ort liegt an der Cesta Slobody (deutsch Freiheitsstraße) und in der Nähe von zwei Grenzübergängen zu Polen: Podspády-Jurgów nach Norden und Lysá Poľana weiter nach Westen.